# Hombre
Hombre je americký revizionistický filmový western z roku 1967, který natočil režisér Martin Ritt podle stejnojmenného románu Elmora Leonarda z roku 1961, s Paulem Newmanem, Fredricem Marchem, Richardem Boonem a Diane Cilento v hlavních rolích.
Newman má ve filmu minimum dialogů a většinu své role zprostředkovává manýrou a akcí. Ritt Newmana režíroval pošesté a naposledy; předtím spolu pracovali na filmech Dlouhé horké léto, Pařížské blues, Hemingwayova dobrodružství mladého muže, Hud a Pobouření.

## Děj
Na konci 19. století se John Russell, běloch vychovaný Apači, vrací do Arizony pro dědictví po otci – zlaté hodinky a penzion. Rozhodne se dům prodat a koupit stádo koní, čímž si znepřátelí nájemníky i správkyni Jessie. Nakonec s ní a manželi Blakovými odjíždí dostavníkem.
Spolu s nimi cestují agent pro indiány profesor Favor s manželkou Audrou a hrubý Cicero Grimes. Když Favor zjistí Russellův původ, žádá, aby seděl venku s kočím Mendezem. Cestou dostavník přepadne Grimesova banda, která ví, že Favor veze peníze ukradené Apačům. Grimes unese Audru, zatímco Russell zastřelí dva zločince, včetně zkorumpovaného šerifa. Donutí Favora, aby mu peníze předal, a skupina teď spoléhá na Russella, že je dovede do bezpečí.
Russellova opatrnost se střetává s morálkou ostatních, kteří chtějí Audru zachránit, i když jde o past. Jessie ho přemluví k výměně peněz za její život. Russell dá peníze Billymu Leemu, aby je vrátil Apačům, a s prázdnými brašnami sestoupí k banditům. Billy Lee míří na mexického zločince, ale Audra se zhroutí do jeho střelby. Russell zabije Grimese, ale v přestřelce je smrtelně postřelen. Umírající Mexičan se ptá na jeho jméno a Mendez odpovídá: „Říkali mu John Russell.“